# Юн Цзі
Юн Цзі (кит. трад.: 雍己; піньїнь: Yong Ji) — правитель Китаю з династії Шан, брат Тай У.
Правив 12 років, утім різні джерела вказують різну послідовність правителів і родинні зв'язки представників династії Шан. По його смерті трон успадкував його племінник Чжун Дін.